# Cis ragusai
Cis ragusai es una especie de coleóptero de la familia Ciidae.

## Distribución geográfica
Habita en el sur de Italia en Sicilia.